# 1969-es wimbledoni teniszbajnokság
Az 1969-es wimbledoni teniszbajnokság az év harmadik Grand Slam-tornája, a wimbledoni teniszbajnokság 83. kiadása volt, amelyet június 23–július 5. között rendeztek meg. A férfiaknál az ausztrál Rod Laver, nőknél a brit Ann Haydon-Jones nyert.

## Döntők

### Férfi egyes
Rod Laver –  John Newcombe, 6–4, 5–7, 6–4, 6–4

### Női egyes
Ann Haydon-Jones –  Billie Jean King, 3–6, 6–3, 6–2

### Férfi páros
John Newcombe /  Tony Roche –  Tom Okker /  Marty Riessen, 7–5, 11–9, 6–3

### Női páros
Margaret Court /  Judy Tegart –  Patricia Hogan /  Peggy Michel, 9–7, 6–2

### Vegyes páros
Fred Stolle /  Ann Haydon-Jones –  Tony Roche /  Judy Tegart, 6–2, 6–3

## Juniorok

### Fiú egyéni
Byron Bertram –  John Alexander, 7–5, 5–7, 6–4

### Lány egyéni
Kazuko Sawamatsu –  Brenda Kirk 6–1, 1–6, 7–5
A junior fiúk és lányok páros versenyét csak 1982-től rendezték meg.